# Бојан
Бојан је словенско мушко име, које се користи у Чешкој, Бугарској, Словенији, Црној Гори , Македонији, Србији и Хрватској. Постоји више тумачења порекла овог имена. Према једном од њих, води порекло од старословенске основе „бојевати“ и да означава борца, односно ратника. Потпуно супротно овоме је мишљење да је ово име изведено од основе „бојати се“, односно да означава оног који се боји. Постоји тумачење да је ово име изведено од Богослав и Богдан. Такође, постоји тумачење да води порекло из аварског језика и значи „богат, имућан“ или „вођа, владар хорде“ (од аварске речи „бајан“).

## Историјат
Име је руског легендарног народног певача из XI века, који се први пут помиње у „Слову о полку Игореву“ у коме га аутор сматра унуком тј. потомком словенског бога Велеса, гласа као у славуја, који је песмом надахњивао борце. Ипак, неки научници сматрају да није аутентична историјска личност. Ово је и име владара Бајана (Bayan I) (562-602), који је владао Словенима у Панонији. Неки аутори тврде да од њега потиче ово име.

## Популарност
У Србији је у периоду од 2003. до 2005. ово име било на 42. месту по популарности, а у Словенији је од 1993. до 1995. увек било међу првих сто.

## Изведена имена
Од овог имена изведена су женска имена Боја и Бојана.